# Aubepierre-sur-Aube
Aubepierre-sur-Aube är en kommun i departementet Haute-Marne i regionen Grand Est (tidigare regionen Champagne-Ardenne) i nordöstra Frankrike. Kommunen ligger i kantonen Arc-en-Barrois som tillhör arrondissementet Chaumont. År 2022 hade Aubepierre-sur-Aube 185 invånare.

## Befolkningsutveckling
Antalet invånare i kommunen Aubepierre-sur-Aube
| Referens: INSEE |